# 1338
1338 (MCCCXXXVIII) var ett normalår som började en torsdag i den julianska kalendern.

## Händelser

### Okänt datum
- Sten Bielke påbörjar ett krig mot Novgorod och svenskarna besegrar novgoroderna i slaget vid Kopore.
- Ett uppror, understött av medlemmar ur det svenska riksrådet, utbryter mot kung Magnus Eriksson i Norge.
- Magnus Eriksson försöker få påvlig bekräftelse på, att Skånelandskapen för all framtid skall tillhöra honom och hans arvingar, men påven vägrar att gå med på detta.
- Furstemöte i Rense. Valet av tysk kejsare förklaras vara oberoende av påvens godkännande.

## Födda
- 21 januari – Karl V, kung av Frankrike 1364–1380
- 3 februari – Jeanne av Bourbon, Frankrikes drottning 1364–1378 (gift med Karl V)
- 29 november – Lionel av Antwerpen, engelsk adelsman (hertig av Clarence)
- Albrekt av Mecklenburg, kung av Sverige 1364–1389 (född detta år eller 1340)

## Avlidna
- 6 juli – Karl, biskop i Linköping.
- Bahram Tughlaq Khan, delhisultanatets guvernör i Bengalen.